# جوائز الأكاديمية البريطانية للأفلام
جوائز الأكاديمية البريطانية للأفلام (بالإنجليزية: British Academy Film Awards)‏ أو جوائز بافتا (بالإنجليزية: BAFTA Film Awards)‏ هي جوائز تقام سنويا من قبل الأكاديمية البريطانية لفنون الفيلم والتلفزيون. وهي الشبيه البريطاني لجائزة الأوسكار. اعتبارا من عام 2008، أصبح يقام في دار الأوبرا الملكية، بعد أن كان يقام سابقا في سينما أوديون في ليستر سكوير. جوائز الأكاديمية البريطانية للأفلام الـ 66 أُقيم في 10 فبراير 2013 .

## نبذة تاريخية
(البافتا) تأسست في عام 1947 باسم الأكاديمية البريطانية للأفلام من قبل مجموعة من المؤسسين. في عام 1958، اندمجت الأكاديمية مع نقابة المخرجين ومنتجي التلفزيون لتشكل جمعية للسينما والتلفزيون والتي أصبحت في نهاية المطاف الأكاديمية البريطانية لفنون السينما والتلفزيون عام 1976.
تخصصت منظمة (البافتا) الخيرية في «دعم وتطوير وتعزيز أشكال فنون الصورة المتحركة، من خلال تحديد ومكافأة الممارسين المتميزين والملهمين وافادة الجمهور». بالإضافة إلى الجوائز رفيعة المستوى التي تقدمها (البافتا) كذلك تقيم برنامجا سنويا من الأحداث التعليمية والعروض السينمائية والأمسيات التكريمية. يأتي دعم (البافتا) من عضوية 6500 شخص مهتمين بصناعة السينما والتلفزيون وألعاب الفيديو.
جوائز الأكاديمية تأتي في شكل قناع مسرحي صممها النحات الأمريكي ميتزي كونليف، بتكليف من نقابة المخرجين ومنتجي التلفزيون خلال عام 1955.

## الحفل السنوي
كان يقام الاحتفال سنويا في شهر أبريل أو مايو ولكن منذ عام 2002 أصبح يقام في شهر فبراير ليسبق احتفال جائزة الأوسكار. يتنافس على هذه الجوائز كل الجنسيات مع العلم أن هناك جوائز استثنائية للأفلام البريطانية المتميزة وكذلك الكاتب أو المخرج أو المنتج البريطانيين المتميزيين. جائزة الأفلام القصيرة وأفلام الرسوم المتحركة القصيرة مخصصة فقط للأنتاجات البريطانية.
يبث حفل توزيع الجوائز على التلفزيون البريطاني، وعادة يبث في اليوم التالي. ويبث في الغالب على قناة بي بي سي الأولى.

## الموقع
اعتبارا من عام 2008، أصبحت تقام الاحتفالات في دار الأوبرا الملكية، كانت تقام في السابق في سينما أوديون الشهيرة في ليستر سكوير (منذ عام 2000).

## رعاة الاحتفال
كانت الشركة الراعية للاحتفال هي شركة أورانج للهاتف المحمول حتى عام 2012. في عام 2013 تم رعاية الاحتفال من قبل شركتي أورانج وشركة تي موبايل البريطانية المملوكة من قبل شركة أي أي.

## جوائز الأكاديمية البريطانية المقدمة

### الأفلام
- جائزة البافتا لأفضل فيلم (منذ 1948)
- جائزة البافتا لأفضل فيلم بريطاني (منذ 1948)
- جائزة البافتا لأفضل فيلم أجنبي (منذ 1948)
- جائزة البافتا لأفضل فيلم قصير (منذ 1980)
- جائزة البافتا لأفضل رسوم متحركة قصيرة (منذ 1990)
- جائزة البافتا أفضل فيلم رسوم متحركة (منذ 2006)
- جائزة البافتا لأفضل فيلم وثائقي (1948-1989، 2012)

### الطاقم
| - جائزة البافتا لأفضل ممثل في دور رئيسي (منذ 1968) - جائزة البافتا لأفضل ممثلة في دور رئيسي (منذ 1968) - جائزة البافتا لأفضل إخراج (منذ 1969) - جائزة البافتا لأفضل ممثل في دور ثانوي (منذ 1969) - جائزة البافتا لأفضل ممثلة في دور ثانوي (منذ 1969) - جائزة البافتا لأفضل تصوير سينمائي (منذ 1969) - جائزة البافتا لأفضل صوت (منذ 1969) - جائزة البافتا لأفضل فيلم موسيقى (منذ 1969) | - جائزة البافتالأفضل تصميم الإنتاج (منذ 1969) - جائزة البافتالأفضل تصميم ملابس (منذ 1969) - جائزة البافتالأفضل مونتاج (منذ 1978) - جائزة البافتالأول ظهور متميز للمخرج البريطاني أو الكاتب أو المنتج (منذ 1998) - جائزة البافتالأفضل تأثيرات بصرية خاصة (منذ 1983) - جائزة البافتالأفضل ماكياج والشعر (منذ 1983) - جائزة البافتالأفضل سيناريو أصلي (منذ 1984) - جائزة البافتالأفضل سيناريو مقتبس (منذ 1984) - جائزة البافتا للنجم الصاعد (منذ 2006) |

## جوائز توقف تقديمها
- جائزة البافتا لأفضل فنان/ـة مستجد واعد بأدوار بطولة (1952-1984)
- جائزة البافتا لأفضل سيناريو (جائزة 1969-1983)
- جائزة البافتا لأفضل سيناريو بريطاني (1955-1968)
- جائزة البافتا لأفضل ممثل بريطاني (1952-1967)
- جائزة البافتا لأفضل ممثل الأجنبي (منح 1952-1967)
- جائزة البافتا لأفضل ممثلة بريطانية (1952-1967)
- جائزة البافتا لأفضل ممثلة أجنبية (1952-1967)

## جوائز الأكاديمية البريطانية الخاصة
- جائزة البافتا لزمالة الأكاديمية (منذ 1971)
- جائزة المساهمة المتميزة في السينما البريطانية (المعروفة باسم جائزة مايكل بالكون 1979 حتي 2006)

## وصلات خارجية
- موقع (البافتا) الرسمي
- قاعدة بيانات جوائز البافتا نسخة محفوظة 24 ديسمبر 2008 على موقع واي باك مشين.
- صفحة جوائز البافتا على موقع IMDB